# Geflügelsalat

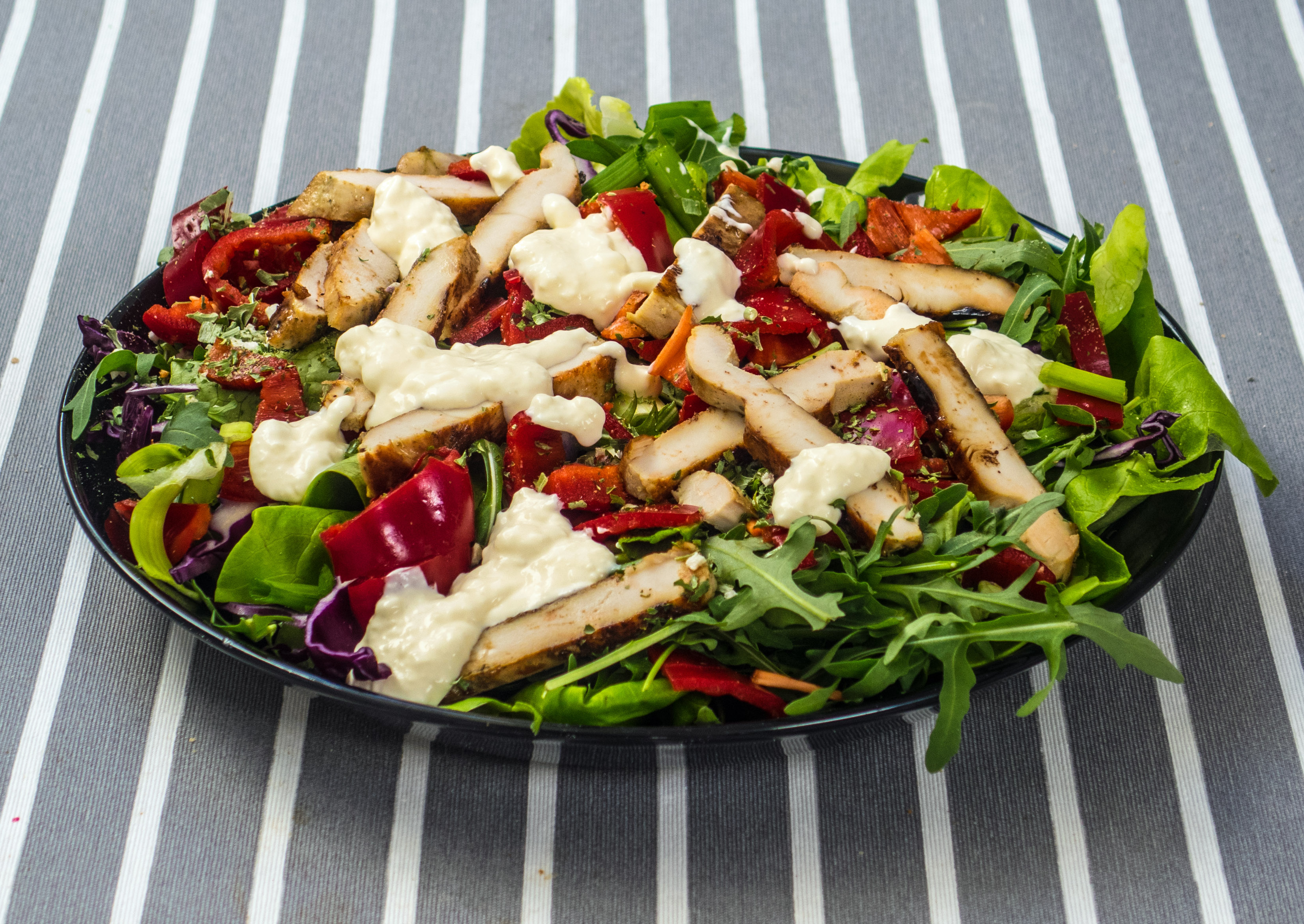

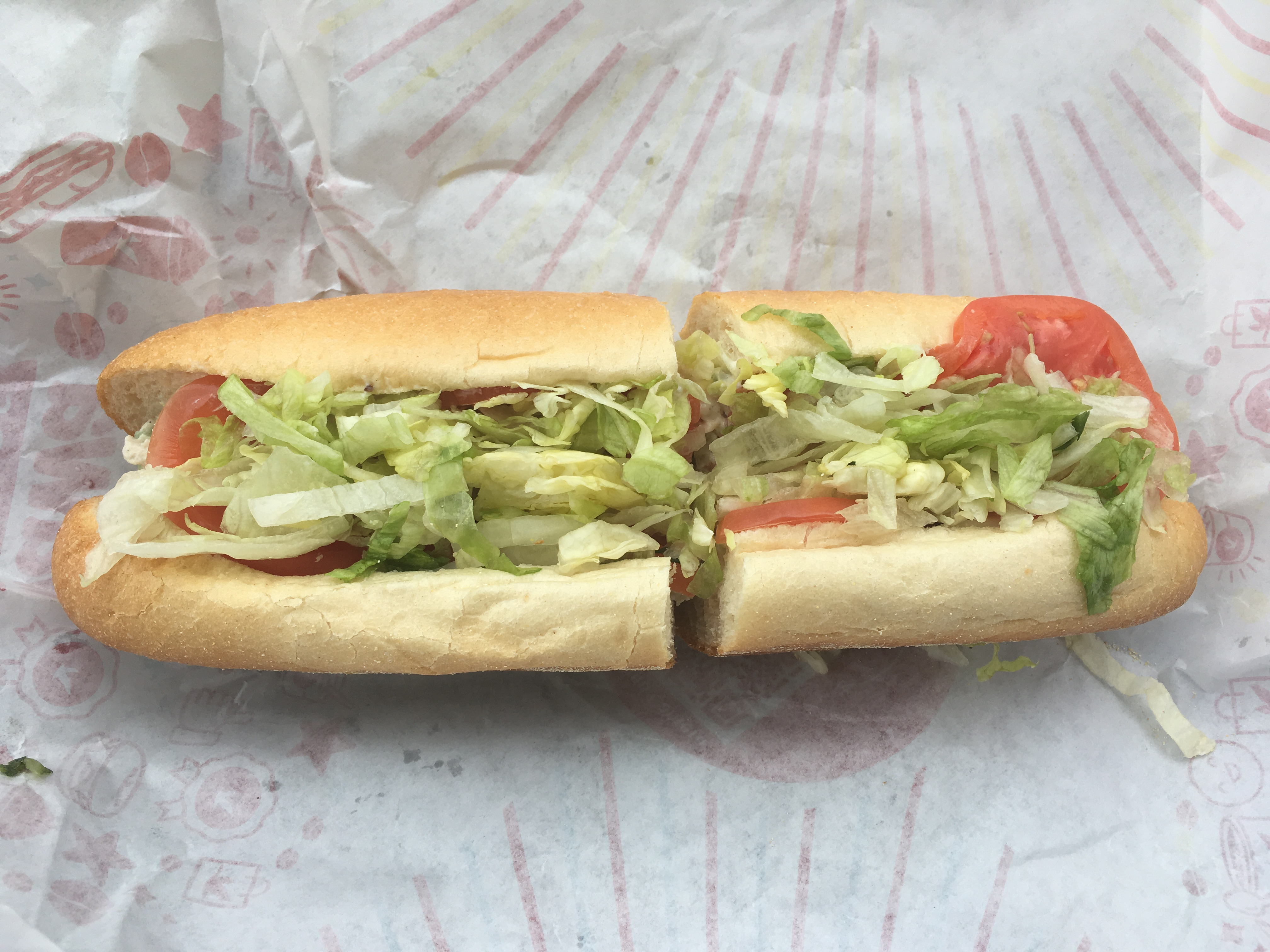
Hühnchensalat im Brötchen von der US-amerikanische Kette Wawa.

Geflügelsalat ist ein Fleischsalat bzw. Feinkostsalat mit gekochtem oder gebratenem Geflügelfleisch mit einer Salatsauce oder Mayonnaise und anderen Zutaten.
Ein klassischer Geflügelsalat ist der Carmen-Salat.

## Varianten
Das kleingeschnittene Fleisch kann auf einem Sockel aus geschnetzeltem grünen Salat mit einer Vinaigrette angerichtet sowie mit geviertelten hartgekochten Eiern garniert werden.
Der amerikanische Geflügelsalat (chicken salad) wird aus Scheibchen von gekochtem oder gebratenem Geflügelfleisch und Obst (wie Ananas, Äpfeln, Bananen, Pfirsichen, Orangen) und Walnusskerne zusammengesetzt, mit Salz, Pfeffer, Zitrone gewürzt sowie mit Öl und Chilisauce mariniert. In den USA begannen Immigranten aus Deutschland  ab 1910 in ihren Delikatessläden auch chicken salad sandwiches zu verkaufen. Später wurden  sogenannte „mock chicken salads“ verkauft, hierbei bedeutet mock, dass ein Lebensmittel vortäuscht wie ein anderes zu schmecken: im Jahr 1923 „mock chicken salads“ aus gewürfeltem Schweinefleisch, 1931 aus Thunfisch und 1956 aus Kalbfleisch.
Entsprechend den deutschen Leitsätzen für Feinkostsalate enthält ein Geflügelsalat mindestens 25 Prozent andere Zutaten wie Eier, Pilze, Obst, Gemüse sowie würzende Zutaten. Delikatess-Geflügelsalat oder feiner Geflügelsalat enthalten mindestens 30 Prozent Geflügelfleisch.